# Castelnou (Francia)
Castelnou (in catalano Castellnou dels Aspres) è un comune francese di 373 abitanti situato nel dipartimento dei Pirenei Orientali nella regione dell'Occitania.

## Geografia fisica

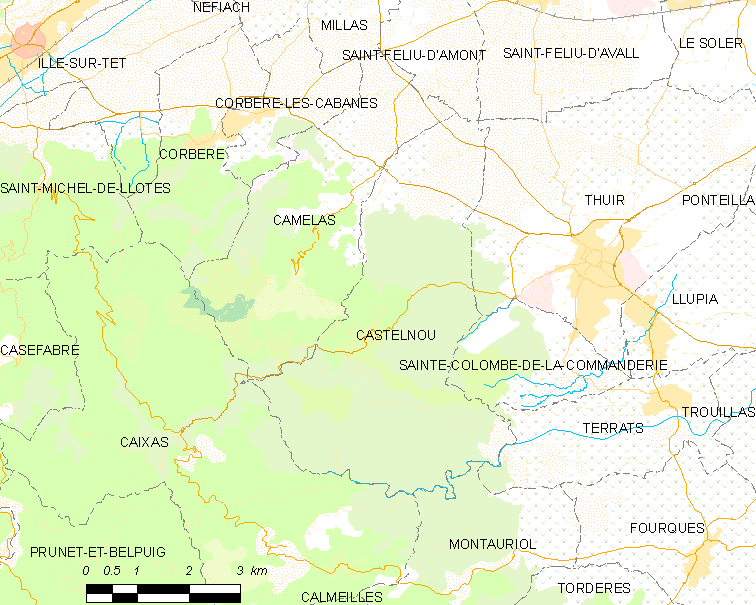
Situazione di Castelnou

## Società

### Evoluzione demografica
Abitanti censiti